# Hong Kong en los Juegos Olímpicos de Seúl 1988
Hong Kong estuvo representado en los Juegos Olímpicos de Seúl 1988 por un total de 48 deportistas, 38 hombres y 10 mujeres, que compitieron en 11 deportes.
El portador de la bandera en la ceremonia de apertura fue el jugador de tenis de mesa Liu Fuk Man. El equipo olímpico hongkonés no obtuvo ninguna medalla en estos Juegos.